# Mosheim
Mosheim és una població dels Estats Units a l'estat de Tennessee. Segons el cens del 2000 tenia 1.749 habitants.

## Demografia
Segons el cens del 2000, Mosheim tenia 1.749 habitants, 742 habitatges, i 532 famílies. La densitat de població era de 159,3 habitants/km².
Dels 742 habitatges en un 28,8% hi vivien nens de menys de 18 anys, en un 57,8% hi vivien parelles casades, en un 10,1% dones solteres, i en un 28,3% no eren unitats familiars. En el 25,1% dels habitatges hi vivien persones soles el 10% de les quals corresponia a persones de 65 anys o més que vivien soles. El nombre mitjà de persones vivint en cada habitatge era de 2,36 i el nombre mitjà de persones que vivien en cada família era de 2,78.
Per edats la població es repartia de la següent manera: un 20,8% tenia menys de 18 anys, un 6,9% entre 18 i 24, un 28,8% entre 25 i 44, un 28,3% de 45 a 60 i un 15,2% 65 anys o més.
L'edat mediana era de 41 anys. Per cada 100 dones de 18 o més anys hi havia 90,2 homes.
La renda mediana per habitatge era de 29.194 $ i la renda mediana per família de 36.118 $. Els homes tenien una renda mediana de 26.211 $ mentre que les dones 19.479 $. La renda per capita de la població era de 16.243 $. Entorn del 5,7% de les famílies i el 8,8% de la població estaven per davall del llindar de pobresa.

## Poblacions més properes
El següent diagrama mostra les poblacions més properes.